# Fred Anton Maier
Fred Anton Maier (15. prosince 1938 Nøtterøy – 9. června 2015 Nøtterøy) byl norský rychlobruslař.
Mezinárodně debutoval v roce 1960 na Mistrovství světa, kde však víceboj nedokončil. O rok později premiérově startoval na evropském šampionátu (12. místo), na tom světovém byl třináctý. Podobných výsledků v okolí 10. místa dosahoval i v následujících letech. Na Zimních olympijských hrách 1964 vybojoval dvě medaile – stříbro v závodě na 10 000 m a bronz na poloviční trati. Od poloviny 60. let se výsledkově ve víceboji zlepšoval, vrcholem jeho kariéry byla sezóna 1967/1968. Tehdy vyhrál Mistrovství Evropy i světa (navázal tak na světový bronz z předchozího ročníku), na zimní olympiádě získal zlatou medaili na pětikilometrové distanci a na dvojnásobné trati si dobruslil pro stříbro. Na světovém šampionátu naposled startoval o rok později (12. místo). Po sezóně 1969/1970 ukončil sportovní kariéru.
V roce 1968 získal cenu Oscara Mathisena.